# NGC 7441
NGC 7441 је спирална галаксија у сазвежђу Водолија која се налази на NGC листи објеката дубоког неба.
Деклинација објекта је - 7° 22' 47" а ректасцензија 22h 56m 41,4s. Привидна величина (магнитуда) објекта NGC 7441 износи 13,8 а фотографска магнитуда 14,5. NGC 7441 је још познат и под ознакама IC 1458, MCG -1-58-7, PGC 70080.